# Madonna delle Grazie (Botticelli)
La Madonna delle Grazie è un dipinto a tempera su tavola (80x58 cm) di Sandro Botticelli, databile intorno al 1470 e conservato in una collezione privata a Castellammare di Stabia.

## Storia
Il dipinto fu probabilmente commissionato dalla corte di Napoli e fu in seguito trasferito in una cappella gentilizia di una masseria nella periferia di Castellammare di Stabia e Gragnano, precisamente in località Madonna delle Grazie, lungo l'antica strada che collegava la città stabiese con Nocera Inferiore: tale ipotesi è dovuta al fatto che, con la salita al trono di Alfonso II di Napoli, molte terre dell'agro stabiese-gragnanese furono vendute a ricchi consiglieri e mercanti. L'opera rimase sicuramente fino al 1902 nella cappella, quando la proprietà venne venduta: poco dopo fu interessata da un incendio ed il dipinto fu salvato rimuovendolo dalla cornice che lo conteneva; negli anni sessanta Raffaello Causa, soprintendente delle Gallerie della Campania, attribuì la paternità dell'opera a Sandro Botticelli, datandola nel periodo della giovinezza dell'artista, intorno al 1470. Fa parte di una collezione privata.

## Descrizione
La composizione rappresenta la Madonna delle Grazie, seduta su un trono, che poggia sulle sue gambe il bambino Gesù: la Vergine ha i capelli biondi coperti da un velo ed è vestita con una veste pieghettata color vermiglione; il bambino invece, paffuto e con i capelli ricci, è coperto da un panno viola. L'abbigliamento delle figure e l'utilizzo armonioso delle linee compositive hanno collocato l'opera intorno al 1470, con diverse analogie con dipinti come la Fortezza, la Madonna del Roseto, la Madonna in gloria di serafini e la Madonna col Bambino e san Giovannino. I colori del dipinto risultano sbiaditi dal tempo.